# Ploemel
 Ploemel  (en bretón Pleñver) es una población y comuna francesa, situada en la región de Bretaña, departamento de Morbihan, en el distrito de Lorient y cantón de Belz.

## Demografía
| 1512 | 1378 | 1396 | 1640 | 1892 | 2047 |
| Para los censos de 1962 a 1999 la población legal corresponde a la población sin duplicidades (Fuente: INSEE [Consultar]) |      |      |      |      |      |